# Internazionali Femminili di Palermo 1996
Gli Internazionali Femminili di Palermo 1996 sono stati un torneo femminile di tennis giocato sulla terra rossa.
È la 9ª edizione degli Internazionali Femminili di Palermo, che fa parte della categoria Tier IV nell'ambito del WTA Tour 1996.Si è giocato a Palermo in Italia, dal 15 al 21 luglio 1996.

## Campionesse

### Singolare
Barbara Schett ha battuto in finale  Sabine Hack con il punteggio di 6–3, 6–3

### Doppio
Janette Husárová /  Barbara Schett hanno battuto in finale  Florencia Labat /  Barbara Rittner con il punteggio di 6–1, 6–2